# Зв'язок (серіал)
Liaison — британсько-французький телесеріал, розроблений для Apple TV+. Прем'єра запланована на 24 лютого 2023 року.

## Актори
- Венсан Кассель
- Єва Грін
- Пітер Маллан
- Жерар Ланвен
- Деніел Френсіс — Альберт Онворі
- Азіз Дьяб
- Марко Горані в ролі Валіда
- Станіслас Мерхар
- Філіппін Леруа-Больє
- Летиція Ейдо
- Ерік Ебуані
- Букі Бакрай в ролі Кім
- Тьєррі Фремон

## Зйомки
Основні зйомки розпочалися в Лондоні в червні 2021 року. Завершаться в жовтні 2021.